# Simon Hyz
Simon Hyz, né le 25 avril 1919 à Kowale Oleckie en Pologne et mort le 11 avril 1998 à Mougins,, est un coureur cycliste français. 

## Biographie
D'origine polonaise, il est naturalisé en décembre 1932. Il a porté les couleurs du Cycle Chaunois, de l'Olympique Dyonisien et du CV Vichy. En 1950, il remporte le Tour de l'Oise.

## Palmarès
- 1949
  - 2e de Paris-Chauny-Frières
- 1950
  - Classement général du Tour de l'Oise
  - 3e de Paris-Chauny